# الإسلام في موناكو
الإسلام في موناكو تمثل المسيحية دين أغلبية سكان إمارة موناكو والبالغ عددهم 36 ألف نسمة، ويشكل الرومان الكاثوليك ما نسبته 83.2% من مجمل السكان، ويأتي بعدهم اللادينيين ويمثلون 12.9% من السكان، ثم اليهوية بنسبة 2.9% من السكان، يليها الإسلام ويمثل 0.8% من إجمالي سكان إمارة موناكو.
بالإضافة للسكان المسلمين والذين يمثلون 0.8% من السكان فهناك الكثير من الأثرياء العرب والإيرانيين المسلمين الذين يقيمون في موناكو ويصنفون على أنهم غير مواطنين, ولا يوجد في امارة موناكو أي مساجد يمارس فيه المسلمين صلواتهم، كما أنه لا يسمح بالدعوة ونشر الدين الإسلامي في الامارة.